# Історичний музей Аруби
Історичний музей Аруби — історичний музей у місті Ораньестад на Арубі. Він пояснює історію острова та його мешканців у сільській місцевості та містах.
Музей розташований у форті Заутман, військовому укріпленні 18-19 століть.
З 1992 року музеєм керує Fundacion Museo Arubano (Фонд музею Аруба).